# Michael Winstanley, Baron Winstanley
Michael Platt Winstanley, Baron Winstanley LRCP MRCS (* 27. August 1918 in Nantwich, Cheshire; † 18. Juli 1993) war ein britischer Arzt, Moderator und Politiker der Liberal Party, der einige Jahre lang Abgeordneter des House of Commons war und 1976 als Life Peer gemäß dem Life Peerages Act 1958 Mitglied des House of Lords wurde.

## Leben

### Arzt und Moderator
Winstanley absolvierte nach dem Schulbesuch ein Studium der Medizin. Nach Ende des Zweiten Weltkrieges wurde er 1945 zunächst Chirurg im Krankenhaus von Wigan und dann 1946 nach seiner Beförderung zum Leutnant Chirurg im Royal Army Medical Corps (RAMC), dem Medizinischen Korps der British Army, ehe er sich zwischen 1948 und 1966 als Praktischer Arzt in Urmston niederließ. Daneben war zugleich zwischen 1950 und 1966 auch Betriebsarzt der Königlichen Munitionsfabrik (Royal Ordnance Factory) in Patricroft sowie zugleich von 1953 bis 1966 Chirurg des Schatzamtes (HM Treasury) sowie der Admiralität (Admiralty).
Neben seiner ärztlichen Tätigkeit war Winstanley von 1957 bis zu seinem Tod als Moderator von Rundfunk- und Fernsehsendungen tätig und wurde besonders durch die beim Independent-Television-Sender Granada Television ausgestrahlte Sendung This Is Your Right, in dem es um Fragen zum Verbraucherschutz ging. Ferner verfasste zwischen 1964 und 1965 Kolumnen über Cricket für die Tageszeitung Manchester Evening News.

### Unterhausabgeordneter und Oberhausmitglied
Bei den Unterhauswahlen am 31. Mai 1966 wurde Winstanley im Wahlkreis Cheadle erstmals als Abgeordneter in das House of Commons gewählt, wobei er sich dabei gegen den bisherigen Wahlkreisinhaber der Conservative Party, William Shepherd, knapp mit 32.071 Stimmen (42,4 %) zu 31.416 Stimmen (41,5 %) durchsetzen konnte. Obwohl er sich bei der darauf folgenden Wahlen am 18. Juni 1970 auf 37.974 Stimmen (44,3 %) verbessern konnte, unterlag er seinem Herausforderer von den konservativen Tories, Tom Normanton, der auf 39.728 Stimmen (46,3 %) kam und Winstanley somit sein Abgeordnetenmandat verlor. Zwischen 1970 und 1976 schrieb er wiederum eine wöchentliche Kolumne für die Manchester Evening News.
Bei den Wahlen vom 28. Februar 1974 wurde er im neugeschaffenen Wahlkreis Hazel Grove wieder als Abgeordneter in das Unterhaus gewählt. Diesmal gewann er mit 26.966 Wählerstimmen (46,3 %) gegen den Kandidaten der Conservative Party, Tom Arnold, der 24.968 Stimmen (42,9 %) auf sich vereinigen konnte. Allerdings verlor Winstanley auch diesen Wahlkreis bereits wieder bei der darauf folgenden Wahl am 10. Oktober 1974, wobei nunmehr Arnold mit 25.012 Wählerstimmen (44,9 %) siegte, während Winstanley 22.181 Stimmen (39,8 %) deutliche Verluste hinnehmen musste. Während dieser achtmonatigen Parlamentszugehörigkeit fungierte er als Parlamentarischer Geschäftsführer (Whip) der Fraktion der Liberal Party im Unterhaus.
Für seine langjährigen Verdienste wurde Winstanley durch ein Letters Patent vom 23. Januar 1976 als Life Peer mit dem Titel Baron Winstanley, of Urmston in Greater Manchester, in den Adelsstand erhoben und gehörte bis zu seinem Tod dem House of Lords als Mitglied an.
Baron Winstanley war darüber hinaus von 1978 bis 1980 Vorsitzender der sogenannten Countryside Commission, einem Gremium zur Verwaltung der Nationalparks in England und Wales, sowie von 1986 bis zu seinem Tod stellvertretender Pro-Kanzler der 1964 gegründeten Lancaster University.

## Familie
Winstanleys Tochter, Diana Winstanley (1960–2006), machte sich als Wirtschaftswissenschaftlerin einen Namen.

## Veröffentlichungen
- The Anatomy of First Aid, Daily Mirror, 1966
- Keeping Off the Sick List, Robert Maxwell at Pergamon, 1967